# حكاية فارس
حكاية فارس هو فيلم مغامرات كوميدي أمريكي من إخراج  بريان هليجلاند وبطولة هيث ليدجر، مارك إيدي، شانين سوسامون، روفوس سيويل، بول بيتاني وألن توديك، صدر الفيلم في 11 مايو 2001.

## روابط خارجية
- حكاية فارس على موقع IMDb (الإنجليزية)
- حكاية فارس على موقع ميتاكريتيك (الإنجليزية)
- حكاية فارس على موقع روتن توميتوز (الإنجليزية)
- حكاية فارس على موقع نتفليكس (الإنجليزية)
- حكاية فارس على موقع قاعدة بيانات الأفلام العربية
- حكاية فارس على موقع ألو سيني (الفرنسية)
- حكاية فارس على موقع Turner Classic Movies (الإنجليزية)
- حكاية فارس على موقع أول موفي (الإنجليزية)
- حكاية فارس على موقع بوكس أوفيس موجو (الإنجليزية)
- حكاية فارس على موقع فيلمافينيتي (الإسبانية)